# Brzozowiec (Galów)
Brzozowiec – część wsi Galów w Polsce, położona w województwie świętokrzyskim, w powiecie buskim, w gminie Busko-Zdrój.
W latach 1975–1998 Brzozowiec administracyjnie należał do województwa kieleckiego.